# Wohlde (Bergen)
Wohlde ist ein Ortsteil der Ortschaft Dohnsen, die zur niedersächsischen Stadt Bergen gehört. Er liegt im nördlichen Landkreis Celle in der Lüneburger Heide, 1 km östlich von Bergen, auf einer Höhe von 77 bis 81 m über NHN. Der Ortsname leitet sich vom Berger Wohld (Berger Wald) ab.

## Geschichte

### Hügelgräber
Etwa 600 Meter nordwestlich von Wohlde befinden sich in einem 7,8 Hektar großen Waldstück 31 Grabhügel, aus der Älteren Bronzezeit, mit einer Höhe bis zu zwei Meter und einem Durchmesser von 9 bis 25 Meter. Etwa 100 Meter westlich dieses Waldes, auf einer 4,5 Hektar großen Weide, befinden sich 16 weitere Grabhügel, mit einer Höhe von bis zu einem Meter und einem Durchmesser bis zu 20 Meter. Es ist der bedeutendste Grabhügelfriedhof im Landkreis Celle. Dieser Friedhof gehörte dem sogenannten Lüneburgischen Kulturkreis (1500–1200 v. Chr.) an. Ursprünglich waren hier ostwärts des Ortes Wohlde noch wesentlich mehr Gräber, die aber im Laufe der Zeit dem Ackerbau weichen mussten. In dem Waldstück blieben von den ehemals mindestens 37 Grabhügeln 31 bis heute erhalten. 
Die Toten wurden hier in ausgehöhlten Eichenstämmen beigesetzt. Zu ihren Häuptern wurden Steine mit Brandspuren gefunden. Es wird vermutet, dass es sich um Steine ihres heimischen Herdes handelt. Die Eichensärge wurden mit Erde bedeckt, die durch ringförmige Steinmauern gegen Abrutschen gesichert wurden. Die vielfältigen Grabbeigaben von Schmuck und Waffen deuten darauf hin, dass die damalige Bevölkerung wohlhabend gewesen sein muss. Der große Hügelgräberfriedhof hatte offensichtlich noch bis in die Sachsenzeit die Bedeutung eines Heiligen Hains. Zur Zeit der Christianisierung entstand dann die Waldkapelle als Wallfahrtsort an dem vormals heidnischen Kultplatz. 

Grabhügelfriedhof bei Wohlde
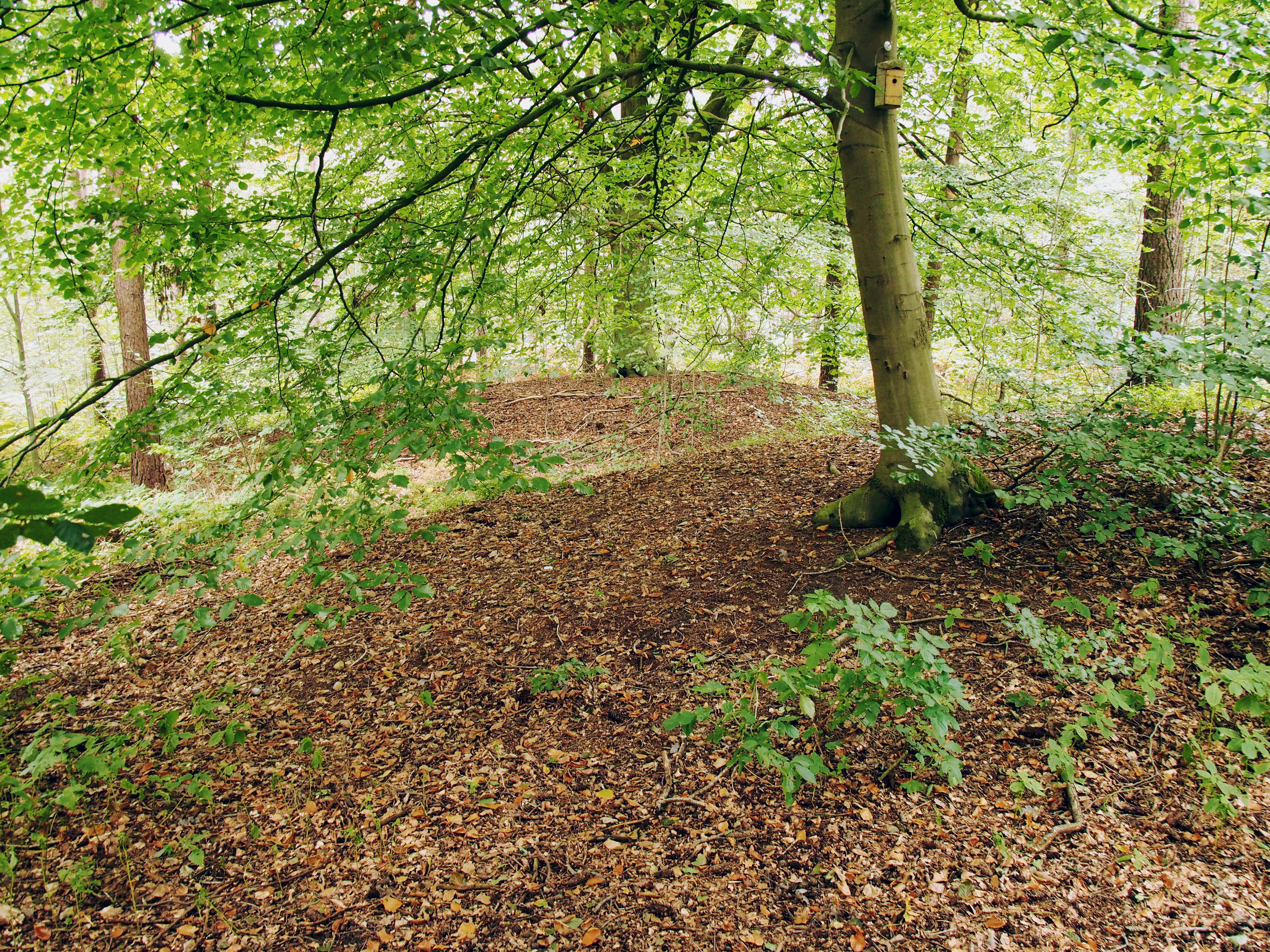
Zwei Hügelgräber im Wald mit 31 Grabhügeln
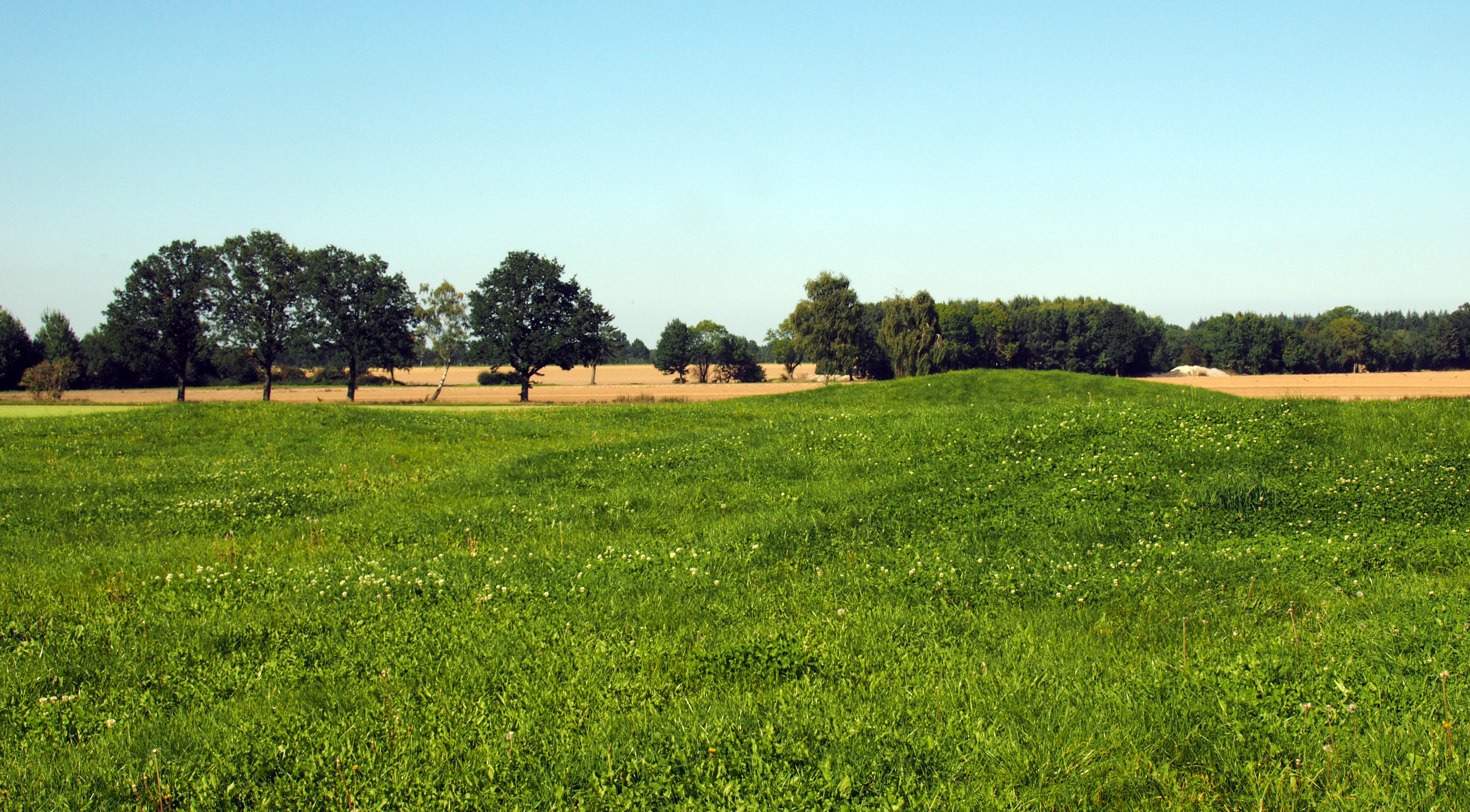
Mehrere Hügelgräber auf der Weide mit 16 Grabhügeln
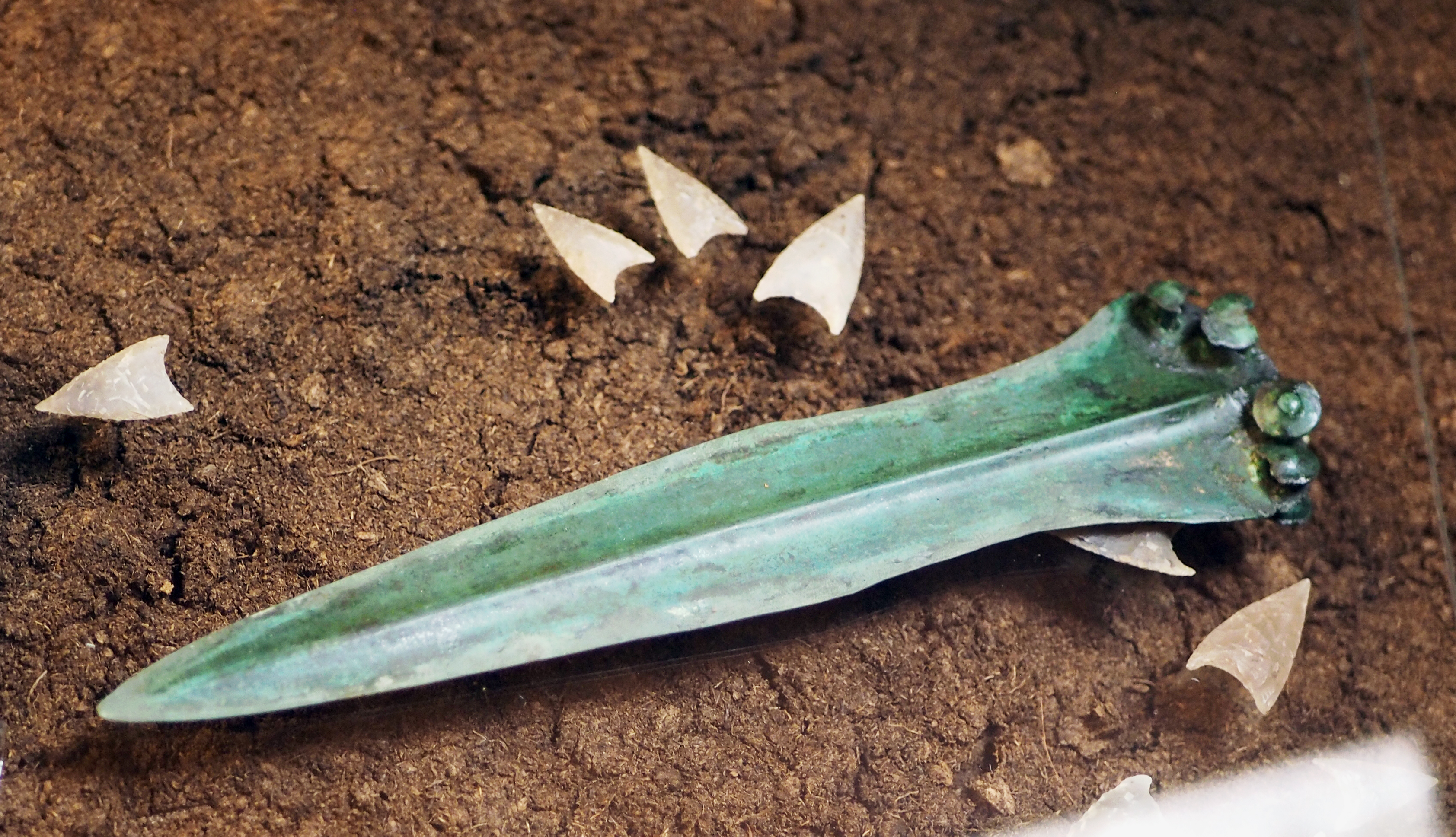
Grabbeigabe eines Mannes

### Waldkapelle

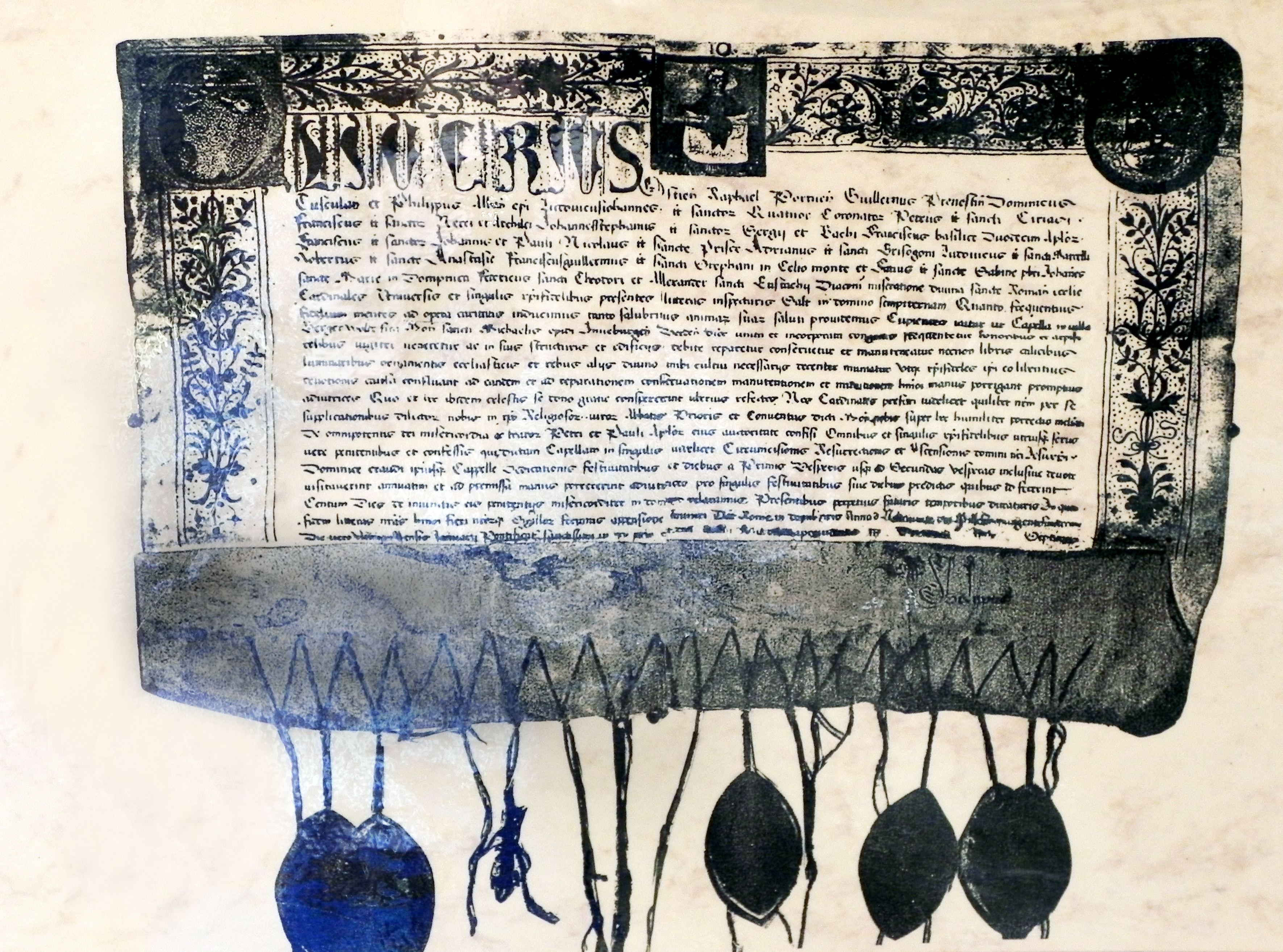
Ablassbrief von 1510 zur Waldkapelle (mit Übersetzung)

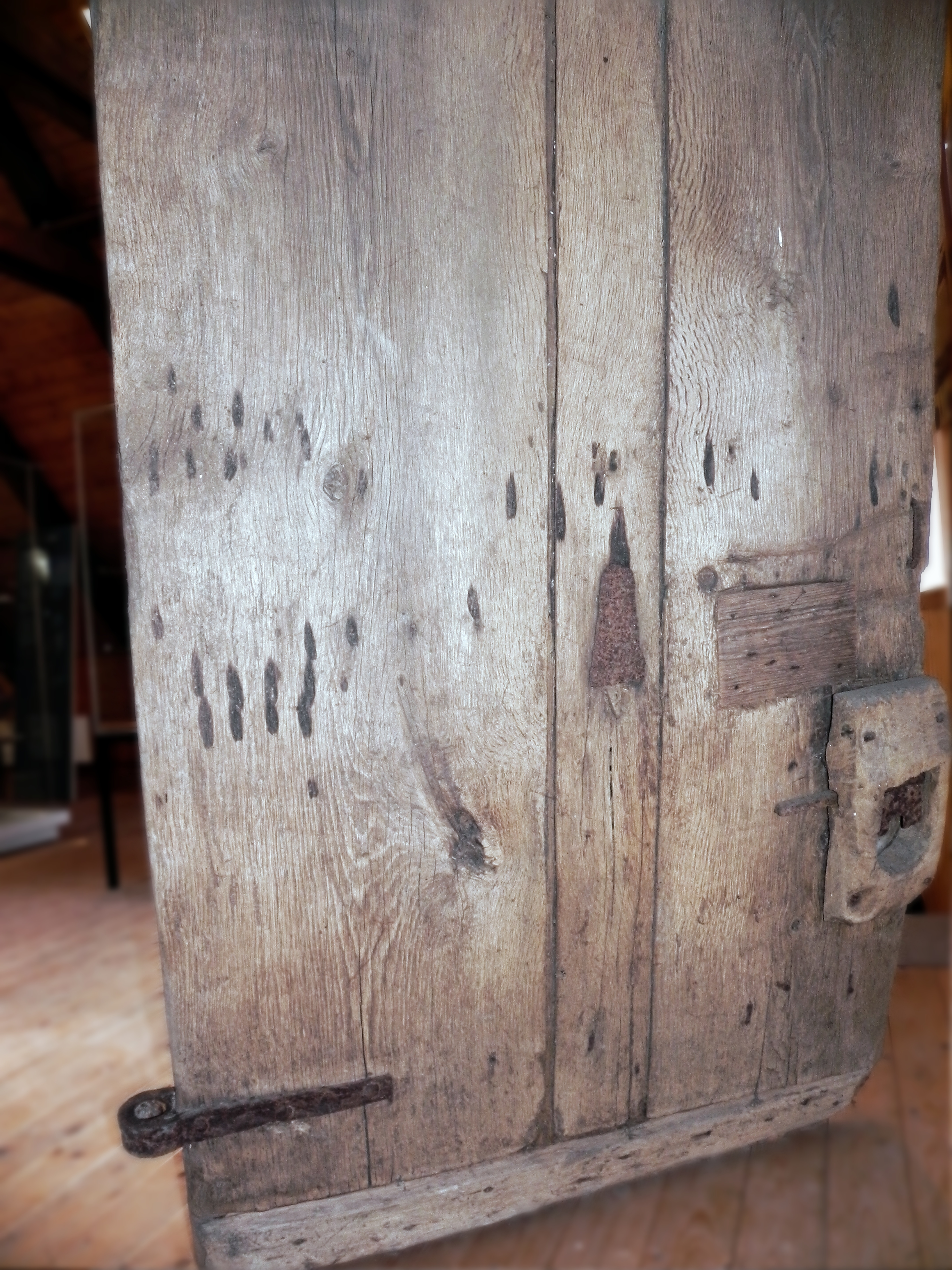
Kapellentür im Museum Römstedthaus in Bergen

Bis  etwa 1623 stand in Wohlde eine Waldkapelle. Sie soll nahe der Stelle gestanden haben, an der sich heute die Nachbildung eines Schandpfahles befindet.
Das Gotteshaus (eine Marienkapelle), „die Kapelle unserer lieben Frauen, die Kapelle der seligen und gebenedeiten Jungfrau Maria, der Mutter Gottes im Berger Wohld“ wurde vermutlich um 1383 erbaut. Der Bergener Pastor und Chronist Ludwig Spitta schrieb um 1875: „Und es ist durchaus wahrscheinlich, dass es auch die erste Kapelle unserer Bergener Gemeinde gewesen ist“. Unter dem Herzog Heinrich von Braunschweig-Lüneburg wurde die Kapelle dem Michaeliskloster in Lüneburg geschenkt. Am 31. Januar 1510 wurde vom Papst Julius II. der letzte Ablassbrief für das Michaeliskloster in Lüneburg ausgestellt, und dieser war für die Wallfahrer in Wohlde bestimmt. Die Kapelle wurde ein beliebter Wallfahrtsort. In der Nähe siedelten sich einige Händler an. Es entstand ein kleiner Markt, der sich bis auf den heutigen Tag erhalten hat, der überregional bekannte Wohlder Markt. Mit dem Beginn der Reformation wurde die Kapelle geschlossen. Im Dreißigjährigen Krieg wurde sie komplett zerstört. Die Kapellentür aus starken Eichenbohlen ist erhalten geblieben, sie befindet sich heute als ältestes Ausstellungsstück im Heimatmuseum Römstedthaus in Bergen.

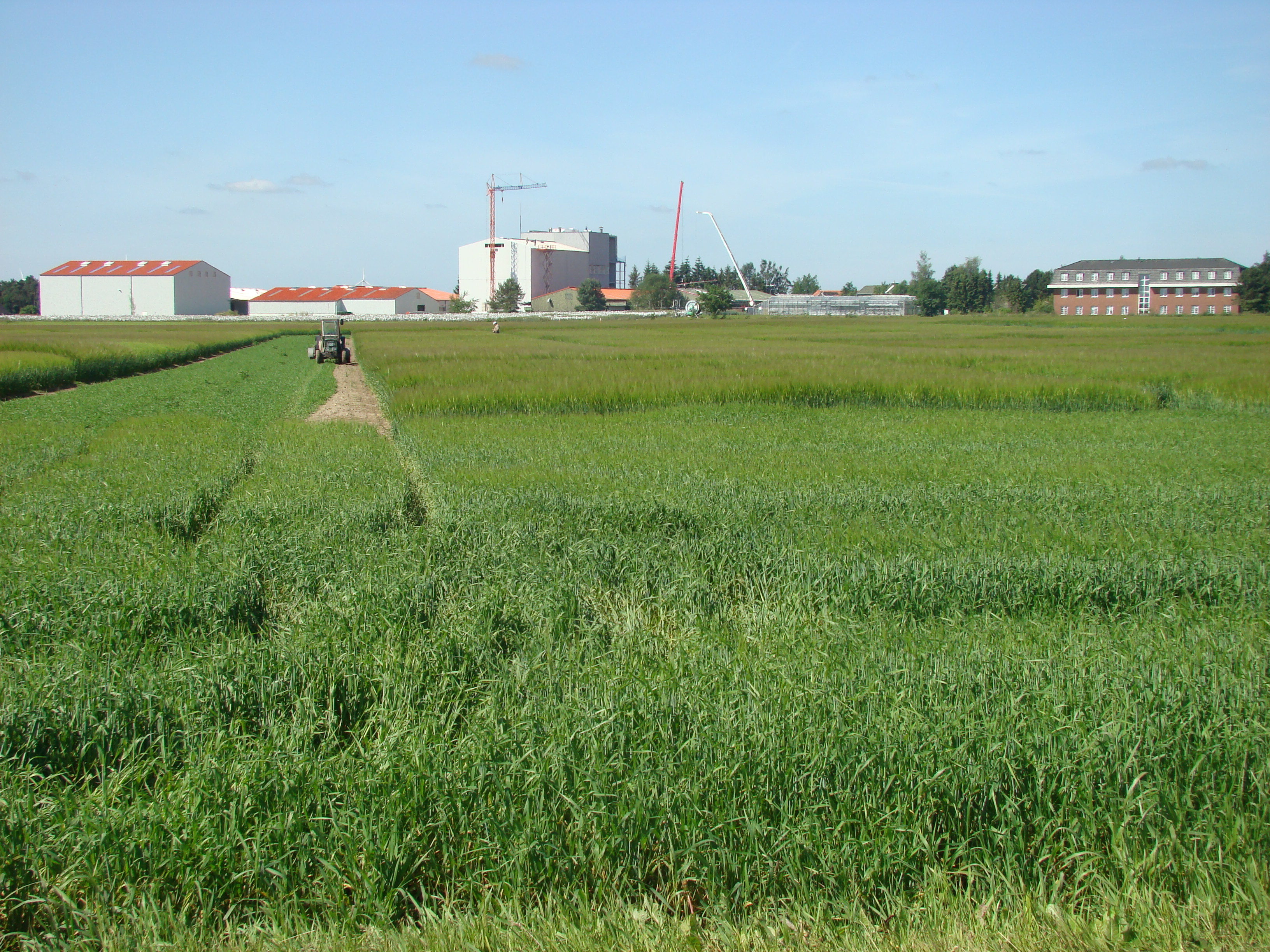
Unternehmensgelände der KWS Lochow GmbH in Wohlde

## Wirtschaft
In Wohlde hat die KWS Lochow GmbH (vormals Lochow-Petkus GmbH), ein Tochterunternehmen der KWS Saat SE, ihren Hauptsitz. Als Spezialist für Getreidezüchtung innerhalb der KWS Gruppe handelt es sich um ein weltweit agierendes Unternehmen, bestehend aus fünf Gesellschaften in Deutschland, Großbritannien, Polen, Frankreich und den USA. Die Kernmärkte der KWS LOCHOW GMBH sind Europa, Nordamerika und Osteuropa. In Wohlde sind etwa 100 Mitarbeiter, insgesamt werden ca. 360  Personen beschäftigt. Gegründet wurde das Unternehmen 1926 von Ferdinand von Lochow in Petkus (Mark Brandenburg). Er hatte bereits 1881 mit der Roggenzüchtung begonnen.

## Verkehr

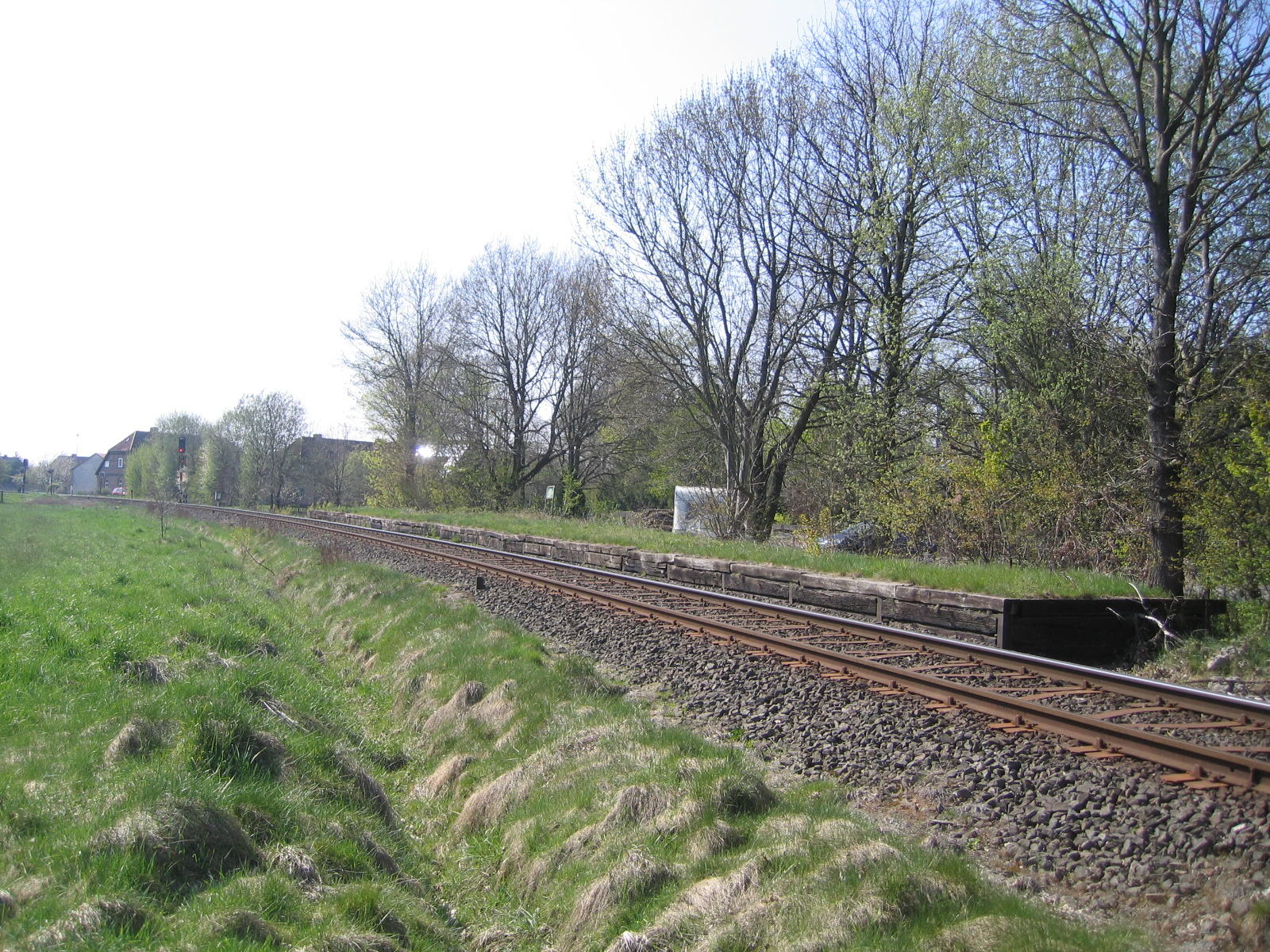
Haltepunkt Wohlde

Der Haltepunkt Wohlde liegt an der Bahnstrecke Celle–Soltau. Regelmäßiger Personenverkehr findet nicht statt.

## Sehenswürdigkeiten

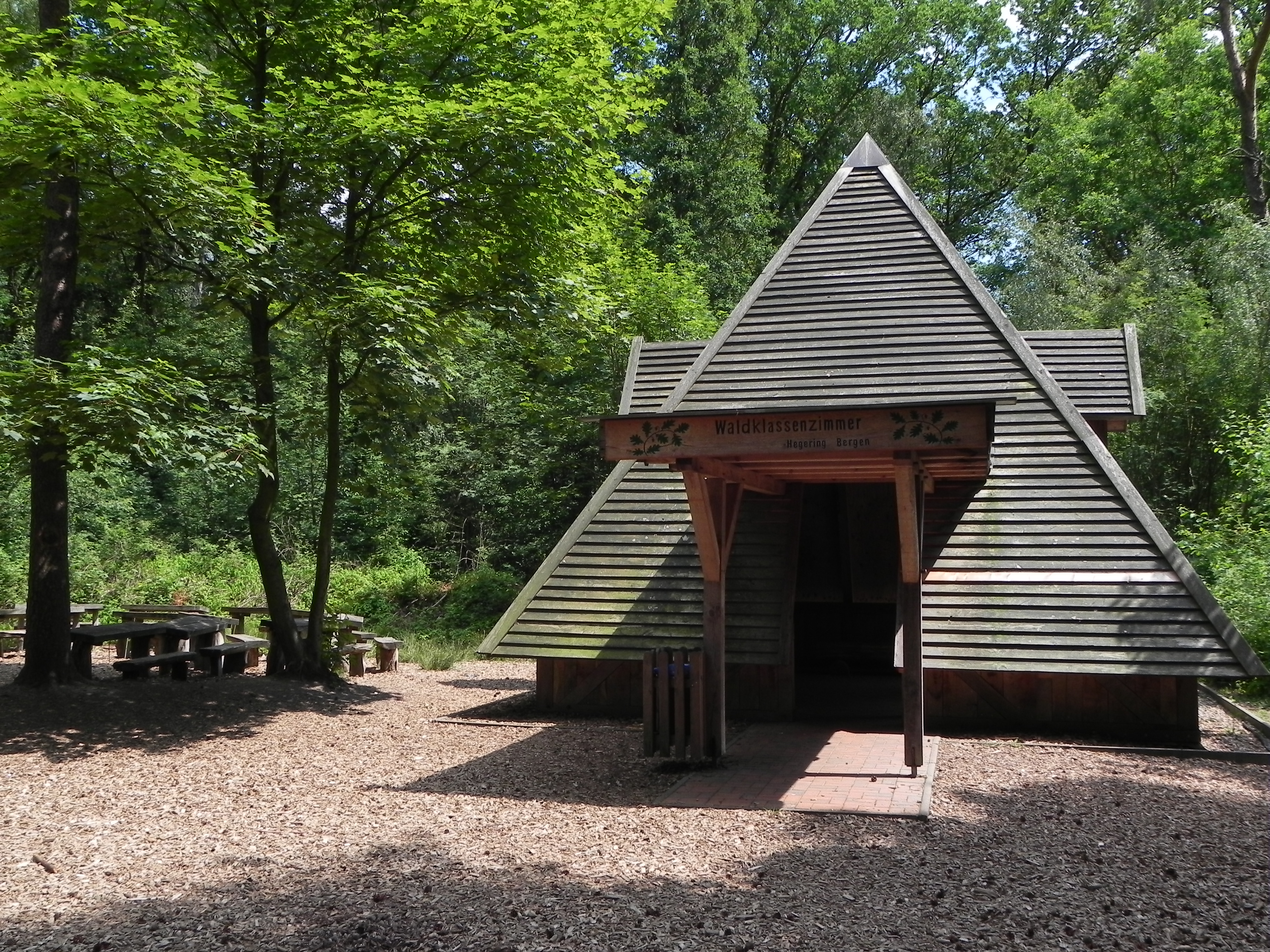
Waldklassenzimmer nahe Wohle

In einem Waldstück nordwestlich von Wohlde hat der Hegering Bergen ein so genanntes „Waldklassenzimmer“ geschaffen. Ein pyramidenförmiger, etwa fünf Meter hoher Bau aus Holz kann als Klassenzimmer genutzt werden. Außerdem gibt es hier einen Waldlehrpfad, ein Teich-Biotop, verschiedene Informationstafeln und Anschauungsmaterial über die Natur und das Zusammenleben von Mensch und Natur.

## Persönlichkeiten
- Heinrich Bunke (1914–2001), Arzt in den NS-Tötungsanstalten Brandenburg und Bernburg